# 2004年アテネオリンピックの野球競技・オーストラリア代表
2004年アテネオリンピックの野球競技・オーストラリア代表（2004ねんアテネオリンピックのやきゅうきょうぎ・オーストラリアだいひょう）は、2004年8月15日から25日までギリシャのアテネ市内にあるオリンピック・ベースボール・センターで開催されたアテネオリンピックの野球競技に出場した野球オーストラリア代表である。
ジョン・ディーブルが2000年シドニー大会から引き続き代表監督を務め、マイナーリーグ所属選手15人、独立リーグ所属選手3人、国内セミプロリーグ所属選手4人、無所属1人に日本プロ野球所属のジェフ・ウィリアムスを加えた編成となった。
予選リーグの対日本戦では清水直行に5連打を浴びせるなど、9得点を挙げて勝利。また、対オランダ戦では2-22の大量得点差で7回コールドゲームを達成した。対カナダ戦では0-11で大敗したものの、4勝3敗で準決勝進出を決めた。準決勝の日本戦では、6回にブレンダン・キングマンが松坂大輔から先制の適時打を放ち、クリス・オクスプリングとジェフ・ウィリアムスの完封リレーで再び日本を下した。捕手のニルソンは、日本時代の経験を生かして研究しており、何度やっても勝てると発言していたという。決勝戦の対キューバ戦では4回にフレデリク・セペダの2点本塁打で先制を許した。5回にポール・ゴンザレスがソロ本塁打を放ち、一塁二塁から出た大飛球はカルロス・タバレスが落球するも捕球の判定となり、フイになった。6回には集中打で5点差にリードを広げられた。結果としてキューバには敗れたが銀メダルを獲得し、前大会までの最高7位からめざましい躍進を見せた。

## 試合結果
銀メダル（大会通算成績：5勝4敗）

### 予選リーグ
- 8月15日　ゲーム1、試合開始時刻：10:30（試合時間：2時間33分、入場者数：1,549人）

| キューバ（1勝） | 4 - 1 | オーストラリア（1敗） |

|                | 1 | 2 | 3 | 4 | 5 | 6 | 7 | 8 | 9 | R | H  | E |
| -------------- | - | - | - | - | - | - | - | - | - | - | -- | - |
| オーストラリア | 0 | 0 | 0 | 0 | 0 | 0 | 0 | 0 | 1 | 1 | 5  | 3 |
| キューバ       | 1 | 0 | 1 | 0 | 0 | 1 | 1 | 0 | - | 4 | 10 | 1 |

1. オ：●アンダーソン、オウ - ニルソン、アティング
2. キ：○パルマ、ラソ、マルティネス - ペスタノ
3. 勝利：パルマ（1勝）
4. セーブ：マルティネス（1S）
5. 敗戦：アンダーソン（1敗）
6. 本塁打
キ：エンリケス1号ソロ（1回、アンダーソン）、ウルティア1号ソロ（6回、アンダーソン）

- 8月16日　ゲーム5、試合開始時刻：10:30（試合時間：2時間25分、入場者数：1,054人）

| オーストラリア（2敗） | 0 - 3 | チャイニーズタイペイ（1勝1敗） |

|                      | 1 | 2 | 3 | 4 | 5 | 6 | 7 | 8 | 9 | R | H | E |
| -------------------- | - | - | - | - | - | - | - | - | - | - | - | - |
| チャイニーズタイペイ | 0 | 0 | 2 | 0 | 0 | 0 | 0 | 1 | 0 | 3 | 8 | 2 |
| オーストラリア       | 0 | 0 | 0 | 0 | 0 | 0 | 0 | 0 | 0 | 0 | 5 | 1 |

1. チ：●王建民、曹錦輝 - 葉君璋
2. オ：○スティーブンス、トンプソン、J・ウィリアムス、ストックマン - ニルソン
3. 勝利：王建民（1勝）
4. セーブ：曹錦輝（1S）
5. 敗戦：スティーブンス（1敗）

- 8月17日　ゲーム11、試合開始時刻：18:30（試合時間：2時間25分、入場者数：996人）

| イタリア（3敗） | 0 - 6 | オーストラリア（1勝2敗） |

|                | 1 | 2 | 3 | 4 | 5 | 6 | 7 | 8 | 9 | R | H  | E |
| -------------- | - | - | - | - | - | - | - | - | - | - | -- | - |
| オーストラリア | 0 | 0 | 0 | 0 | 0 | 0 | 2 | 4 | 0 | 6 | 12 | 0 |
| イタリア       | 0 | 0 | 0 | 0 | 0 | 0 | 0 | 0 | 0 | 0 | 1  | 1 |

1. オ：○オクスプリング、ローランドスミス - ニルソン、アティング
2. イ：●マルケザーノ、ミラノ、ニヤリ - ビスチェリ
3. 勝利：オクスプリング（1勝）
4. 敗戦：マルケザーノ（1敗）

- 8月18日　ゲーム14、試合開始時刻：11:30（試合時間：3時間19分、入場者数：1,653人）

| 日本（3勝1敗） | 4 - 9 | オーストラリア（2勝2敗） |

|                | 1 | 2 | 3 | 4 | 5 | 6 | 7 | 8 | 9 | R | H  | E |
| -------------- | - | - | - | - | - | - | - | - | - | - | -- | - |
| オーストラリア | 0 | 0 | 0 | 3 | 0 | 0 | 3 | 3 | 0 | 9 | 15 | 1 |
| 日本           | 0 | 0 | 0 | 1 | 3 | 0 | 0 | 0 | 0 | 4 | 9  | 1 |

1. オ：ストックマン、ロイド、○ローランドスミス、J・ウィリアムス - ニルソン
2. 日：清水、岩瀬、●三浦、石井、安藤 - 城島
3. 勝利：ローランドスミス（1勝）
4. セーブ：J・ウィリアムス（1S）
5. 敗戦：三浦（1敗）
6. 本塁打
オ：ニルソン1号ソロ（8回、安藤）
日：福留2号3ラン（5回、ロイド）

- 8月20日　ゲーム19、試合開始時刻：18:30（試合時間：2時間50分、入場者数：3,306人）

| オーストラリア（3勝2敗） | 11 - 6 | ギリシャ（5敗） |

|                | 1 | 2 | 3 | 4 | 5 | 6 | 7 | 8 | 9 | R  | H  | E |
| -------------- | - | - | - | - | - | - | - | - | - | -- | -- | - |
| ギリシャ       | 3 | 1 | 0 | 0 | 0 | 1 | 0 | 1 | 0 | 6  | 14 | 0 |
| オーストラリア | 0 | 0 | 3 | 0 | 0 | 2 | 5 | 1 | - | 11 | 10 | 0 |

1. ギ：ザバラス、クレミダン、●スペンサー、シカラス、ハイズラー - コウサントナキス
2. オ：アンダーソン、トンプソン、○ローランドスミス、ロイド、オウ - ニルソン、アティング
3. 勝利：ローランドスミス（2勝）
4. 敗戦：スペンサー（1敗）
5. 本塁打
ギ：マエストラレス1号ソロ（2回、アンダーソン）、カボリアス1号ソロ（8回、ローランドスミス）
オ：ゴンザレス1号2ラン（3回、ザバラス）、ロンバーグ1号ソロ（3回、クレミダン）、ロンバーグ2号ソロ（6回、クレミダン）、キングマン1号3ラン（7回、シカラス）

- 8月21日　ゲーム23、試合開始時刻：18:30（試合時間：2時間14分、入場者数：1,475人）

| オランダ（2勝4敗） | 2 - 22（7回コールド） | オーストラリア（4勝2敗） |

|                | 1 | 2 | 3 | 4 | 5 | 6 | 7 | R  | H  | E |
| -------------- | - | - | - | - | - | - | - | -- | -- | - |
| オーストラリア | 9 | 5 | 5 | 1 | 0 | 2 | 0 | 22 | 17 | 2 |
| オランダ       | 0 | 1 | 0 | 0 | 1 | 0 | 0 | 2  | 4  | 1 |

1. オー：スティーブンス、○ルイス - ニルソン、アティング、ウィグモア
2. オラ：●マドゥロ、ベリヤーツ、スミット、コルデマンス、ドライハー - イセニア、デヨング
3. 勝利：ルイス（1勝）
4. 敗戦：マドゥロ（1勝1敗）
5. 本塁打
オー：ロンバーグ3号2ラン（1回、ベリヤーツ）、フィングルソン1号3ラン（2回、スミット）、ブイゼン1号満塁（3回、スミット）、G・ウィリアムス1号2ラン（6回、コルデマンス）
オラ：デキャスター2号ソロ（2回、ステファンズ）、ミリアード1号ソロ（5回、ルイス）

- 8月22日　ゲーム28、試合開始時刻：19:30（試合時間：2時間43分、入場者数：3,121人）

| オーストラリア（4勝3敗） | 0 - 11 | カナダ（5勝2敗） |

|                | 1 | 2 | 3 | 4 | 5 | 6 | 7 | 8 | 9 | R  | H  | E |
| -------------- | - | - | - | - | - | - | - | - | - | -- | -- | - |
| カナダ         | 0 | 0 | 3 | 2 | 0 | 0 | 0 | 0 | 6 | 11 | 12 | 0 |
| オーストラリア | 0 | 0 | 0 | 0 | 0 | 0 | 0 | 0 | 0 | 0  | 4  | 2 |

1. カ：○デベイ、カー、オギルトリー、マイエット - スチュワート
2. オ：●バーンサイド、オウ、ロイド、ストックマン、J・ウィリアムス、ルイス - アティング、ウィグモア
3. 勝利：デベイ（1勝）
4. 敗戦：バーンサイド（1敗）
5. 本塁打
カ：ラドマノビッチ1号2ラン（4回、バーンサイド）、ウェア1号3ラン（9回、J・ウィリアムス）

### 準決勝
- 8月24日　試合開始時刻：11:30（試合時間：2時間43分、入場者数：3,532人）

| 日本（6勝2敗） | 0 - 1 | オーストラリア（5勝3敗） |

|                | 1 | 2 | 3 | 4 | 5 | 6 | 7 | 8 | 9 | R | H | E |
| -------------- | - | - | - | - | - | - | - | - | - | - | - | - |
| オーストラリア | 0 | 0 | 0 | 0 | 0 | 1 | 0 | 0 | 0 | 1 | 5 | 2 |
| 日本           | 0 | 0 | 0 | 0 | 0 | 0 | 0 | 0 | 0 | 0 | 5 | 0 |

1. オ：○オクスプリング、J・ウィリアムス - ニルソン
2. 日：●松坂、岩瀬 - 城島
3. 勝利：オクスプリング（2勝）
4. セーブ：J・ウィリアムス（2S）
5. 敗戦：松坂（1勝1敗）

### 決勝
- 8月25日　ゲーム32、試合開始時刻：20:00（試合時間：3時間14分、入場者数：6,950人）

| オーストラリア（5勝4敗） | 2 - 6 | キューバ（8勝1敗） |

|                | 1 | 2 | 3 | 4 | 5 | 6 | 7 | 8 | 9 | R | H  | E |
| -------------- | - | - | - | - | - | - | - | - | - | - | -- | - |
| キューバ       | 0 | 0 | 0 | 2 | 0 | 4 | 0 | 0 | 0 | 6 | 13 | 1 |
| オーストラリア | 0 | 0 | 0 | 0 | 1 | 0 | 0 | 1 | 0 | 2 | 7  | 0 |

1. キ：ベラ、オデリン、○パルマ、ベタンコート - ペスタノ、マチャド
2. オ：●スティーブンス、ローランドスミス、ロイド - ニルソン
3. 勝利：パルマ（3勝）
4. セーブ：ベタンコート（1勝2S）
5. 敗戦：スティーブンス（2敗）
6. 本塁打
キ：セペダ2号2ラン（4回、ステファンズ）
オ：ゴンザレス2号ソロ（5回、ベラ）

## 出場選手
☆はシドニーオリンピックに出場。○は第1回WBCに出場。
野手はスタメンまたは途中出場の試合数、投手は先発またはリリーフ登板の試合数を記載。
| ポジション | 背番号 | 氏名                       | 所属球団                                           | 投 | 打 | 備考 | 起用法          |
| ---------- | ------ | -------------------------- | -------------------------------------------------- | -- | -- | ---- | --------------- |
| 監督       | 24     | ジョン・ディーブル         | ---                                                | -- | -- |      |                 |
| コーチ     | 2      | トニー・ハリス             | ---                                                | -- | -- |      |                 |
| コーチ     | 33     | ポール・エリオット         | ---                                                | -- | -- |      |                 |
| コーチ     | 34     | フィリップ・デイル         | ---                                                | -- | -- |      |                 |
| 投手       | 3      | ジェフ・ウィリアムス       | 阪神タイガース                                     | 左 | 右 |      | リ×4            |
| 投手       | 11     | ライアン・ローランドスミス | シアトル・マリナーズ傘下A+                         | 左 | 左 | ○    | リ×4            |
| 投手       | 19     | リッチ・トンプソン         | アナハイム・エンゼルス傘下A+                       | 右 | 右 | ○    | リ×2            |
| 投手       | 20     | ウェイン・オウ             | ニューヨーク・メッツ傘下A+                         | 右 | 右 |      | リ×3            |
| 投手       | 27     | グレアム・ロイド           | 無所属（査証取得の関係）                           | 左 | 左 |      | リ×4            |
| 投手       | 28     | ジョン・スティーブンス     | ボストン・レッドソックス傘下AAA                    | 右 | 右 |      | 先×3            |
| 投手       | 31     | クレイグ・アンダーソン     | シアトル・マリナーズ傘下AAA                        | 左 | 左 | ○    | 先×2            |
| 投手       | 35     | クリス・オクスプリング     | サンディエゴ・パドレス傘下AAA                      | 右 | 左 |      | 先×2            |
| 投手       | 39     | フィル・ストックマン       | アリゾナ・ダイヤモンドバックス傘下AA               | 右 | 右 | ○    | 先×1、リ×2      |
| 投手       | 40     | エイドリアン・バーンサイド | デトロイト・タイガース傘下AAA                      | 左 | 右 | ○    | 先×1            |
| 捕手       | 7      | アンディ・アティング       | クイーンズランド・ラムズ（国内リーグ）             | 右 | 両 |      | ス×6、途×2      |
| 捕手       | 14     | デーブ・ニルソン           | クイーンズランド・ラムズ（国内リーグ）             | 右 | 左 | ☆○   | ス×8            |
| 捕手       | 16     | ベン・ウィグモア           | サウスオーストラリア（国内リーグ）                 | 右 | 右 |      | 途×3            |
| 内野手     | 4      | ギャビン・フィングルソン   | ニューヘイブンカウンティ・カッターズ（独立リーグ） | 右 | 両 |      | ス×9            |
| 内野手     | 5      | ブレット・タンブリーノ     | ミネソタ・ツインズ傘下A+                           | 右 | 両 |      | ス×4、途×5      |
| 内野手     | 6      | ロドニー・バン・ブイゼン   | ロサンゼルス・ドジャース傘下A+                     | 右 | 右 | ☆○   | ス×9            |
| 内野手     | 18     | グレン・ウィリアムス       | トロント・ブルージェイズ傘下AAA                    | 右 | 両 | ☆○   | ス×9            |
| 内野手     | 22     | ブレンダン・キングマン     | ブロックトン・ロックス（独立リーグ）               | 右 | 右 | ○    | ス×8、途×1      |
| 内野手     | 23     | ポール・ゴンザレス         | クイーンズランド・ラムズ（国内リーグ）             | 右 | 左 | ☆    | ス×5、途×2      |
| 内野手     | 26     | クレイグ・ルイス           | ブロックトン・ロックス（独立リーグ）               | 右 | 右 |      | リ×2 ス×5、途×1 |
| 外野手     | 8      | トレント・オルテン         | ミネソタ・ツインズ傘下A+                           | 左 | 左 | ○    | ス×2、途×3      |
| 外野手     | 10     | ニック・キンプトン         | アナハイム・エンゼルス傘下A+                       | 左 | 左 |      | 途×4            |
| 外野手     | 17     | ブレット・ロンバーグ       | ボストン・レッドソックス傘下AA                     | 左 | 左 | ☆○   | ス×9            |
| 外野手     | 25     | トム・ブライス             | シカゴ・ホワイトソックス傘下A+                     | 左 | 左 | ○    | ス×7、途×2      |